# Паисий Светогорец
Свети Паисий Светогорец (на гръцки: Ἅγιος Παΐσιος ὁ Ἁγιορείτης) или Старецът Паисий (Γέροντας Παΐσιος), със светско име Арсений Езнепидис (Αρσένιος Εζνεπίδης), е известен гръцки прорицател, схимонах от Вселенската патриаршия. На 13 януари 2015 г. е канонизиран за светец от Светия синод на Вселенската патриаршия, а църквата чества празника му на 29 юни (по нов стил) и 12 юли (по стар стил).

## Биография
Роден е на 25 юли 1924 г. в гръцкото селище Фараса в Кападокия, Турция. На 7 август 1924 г. е кръстен от енорийския си свещеник (който по-късно също става светец) Арсений Кападокийски. Заминава за Гърция при размяната на населението по силата на международен договор - гърци от Мала Азия се прехвърлят в Гърция, а турци, живеещи в Гърция, се заселват в Турция. Отраства в град Коница, Епир. Там завършва основното си образование с успех. От малък той проявява интерес към Църквата и аскетския монашески живот. Служи три години и половина като радист по време на гражданската война (между правителствените войски и комунистически партизански отряди).
След приключване на военната си служба, през 1949 г. той заминава в Света гора. За една година напуска Света гора, за да помага на своите сестри, след което се завръща. През 1956 г. той е подстриган в монашество с името Паисий. Подвизава се като монах в Света Гора, манастира „Стомион“ в Коница и Синайската планина.
 Умира на 12 юли 1994 г. Погребан е в Суротския манастир „Свети Йоан Богослов“ край село Суроти, дем Седес, Гърция.

## Прорицания
Приживе Паисий прави прорицания за света и страните в региона, като предрича, че Турция ще престане да съществува, а територията ѝ ще се раздели на части. Една трета от населението на Турция ще загине, една трета ще повярват в Христа, а една трета ще отидат в Кокина Малья - по думите на професора Д. Кицикис от Отавския университет става въпрос за държавата Кюрдистан, която ще бъде създадена. Въпросните предсказания се разпространяват от митрополит Атанасий Ламисолски , който твърди, че ги е чувал често от стареца.
В книгата „Слова: Том 1 - С болка и любов към съвременния човек“, Глава 1: Грехът стана мода, старецът отрича, че е казвал, че ще има война и твърди, че „хората говорят, каквото си искат“.